# Bonaco

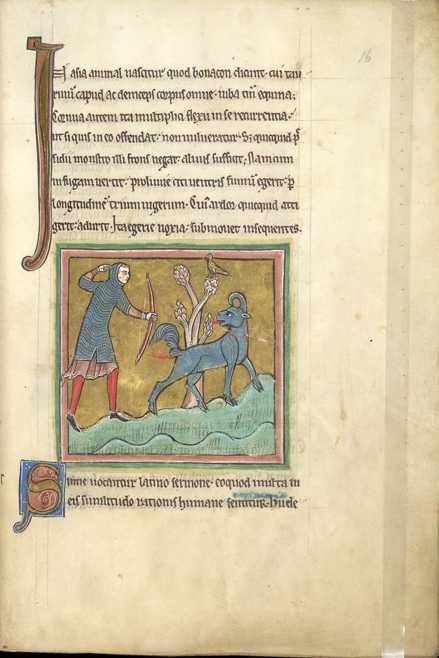
Un piccolo bonaco in un bestiario medievale.

Il bonaco (bònaco) o bonaso (bònaso; in latino bonnacon o bonasus) è un animale leggendario simile al toro, menzionato nella Fisica di Aristotele, nella Naturalis historia di Plinio (per il quale è originario della Peonia in Macedonia) e nei bestiari medievali, tra cui quello di Aberdeen. Ne parla anche Leonardo da Vinci nel suo Bestiario.

## Aspetto

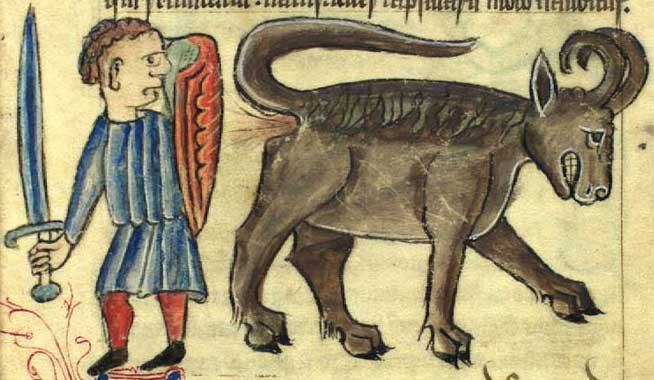
Un bonaco in un'altra immagine da un bestiario.

Sul collo ha una criniera di cavallo, mentre il resto del corpo è simile al toro. Le sue corna sono rivolte all'indietro, così che anche se volesse cozzare non farebbe male a nessuno. Per difendersi questo animale scappa, ma durante la fuga si lascia dietro una scia di escrementi corrosivi, che bruciano tutto ciò che toccano, lunga oltre 600 metri.
In alcune illustrazioni è rappresentato di colore blu, in altre di colore rosso o marrone.

## Caccia
Il bonaco è spesso raffigurato nei bestiari mentre uno, due o tre cacciatori lo infilzano con la lancia, proteggendosi dietro lo scudo, oppure lo trafiggono con una freccia, protetti da una cotta di maglia. L'animale, infatti, volge loro le spalle e tenta di difendersi spruzzando addosso agli uomini (o all'uomo) i suoi corrosivi escrementi.